# Josh Lay
Bernard "Josh" Lay (8 de septiembre de 1982 en Aliquippa, Pensilvania) es un jugador profesional de fútbol americano juega la posición de cornerback para Pittsburgh Power en la Arena Football League. Fue seleccionado por New Orleans Saints en la sexta ronda del Draft de la NFL de 2006. Jugo como colegial en Pittsburgh.
También participó con St. Louis Rams en la NFL, Berlin Thunder en la NFL Europa y California Redwoods en la United Football League.

## Estadísticas UFL
| Temporada | Año | Tkl | Ast | Tot | Sck | Yds | FF |
| --------- | --- | --- | --- | --- | --- | --- | -- |
| 2009      | CAR | 4   | 2   | 5.0 | 0.0 | 0   | 0  |